# Cour de l'Industrie
Cour de l'Industrie es una calle en el 11 distrito de París, Francia.
Comienza en 37 bis, rue de Montreuil y termina en un callejón sin salida. Es un conjunto de talleres y viviendas del XIX, en un patio pavimentado, el único ejemplo en París. En mal estado y amenazado de demolición en 1991, todo el patio y los edificios fueron catalogados al año siguiente.

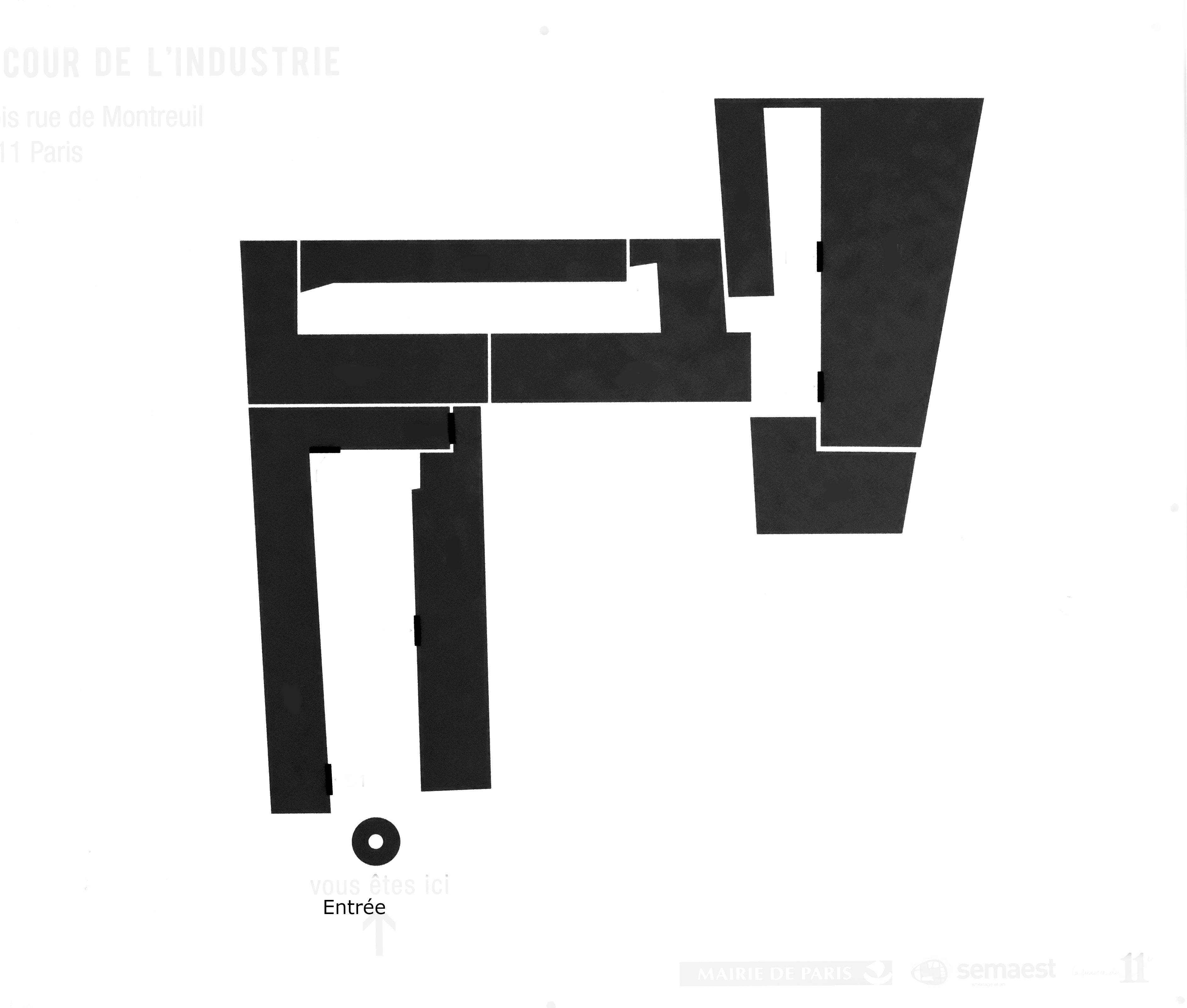
Plano de la Cour de l'Industrie (entrada por la parte inferior).

## Origen del nombre
Lleva este nombre porque cuando abrió estaba ubicado en un distrito industrial.

## Histórico
Por el decreto del 22 de enero de 1852, el príncipe-presidente Luis Napoleón destinó la suma de diez millones de francos, deducidos del patrimonio de la familia Orleans, a la mejora de viviendas populares. Esta suma debería permitir la construcción de viviendas económicas. Uno de estos programas se lleva a cabo en 37 bis, rue de Montreuil, a trescientos metros del lugar donde se construirá la rue des Immeubles-Industries. En asociación con el banquero Louis Raphaël Bischoffsheim y el maestro del hierro inglés Robert William Kennard, el barón Georges de Heeckeren compró en 1853 a un hombre llamado Doulcet d'Egligny las ruinas de la fábrica de papel pintado Royal Reveillon, construida en 1765 en los terrenos del pabellón de recreo construido anteriormente por Maximilien Titon, director general de las fábricas y tiendas de armas reales. Enavril 1789abril de 1789 , los trescientos trabajadores de la fábrica se rebelaron contra los nuevos impuestos y la saquearon antes de prenderle fuego, lo que provocó la revuelta de todo el Faubourg Saint-Antoine. Este evento generalmente se considera el punto de partida de la revolución de 1789.
Los edificios levantados en 1855 por Heeckeren a lo largo de los tres patios sucesivos están formados, en la planta baja, por talleres dedicados a la elaboración artesanal de muebles y, en los pisos, por viviendas obreras. La Cité de l'industrie responde perfectamente a las necesidades de los artesanos pero, al parecer, no están autorizados a residir allí con sus familias.

## Descripción
Los "37a », como lo llaman sus habitantes, es el conjunto más auténtico del Faubourg Saint-Antoine. Muy vastos, estos patios parecen descoloridos, casi abandonados. Casi fueron demolidos antes de ser clasificados como monumentos históricos. A partir de ahora, son objeto de especial atención por parte de los vecinos del lugar, reunidos en asociación, mezclando población de artistas y comunidades de artesanos.

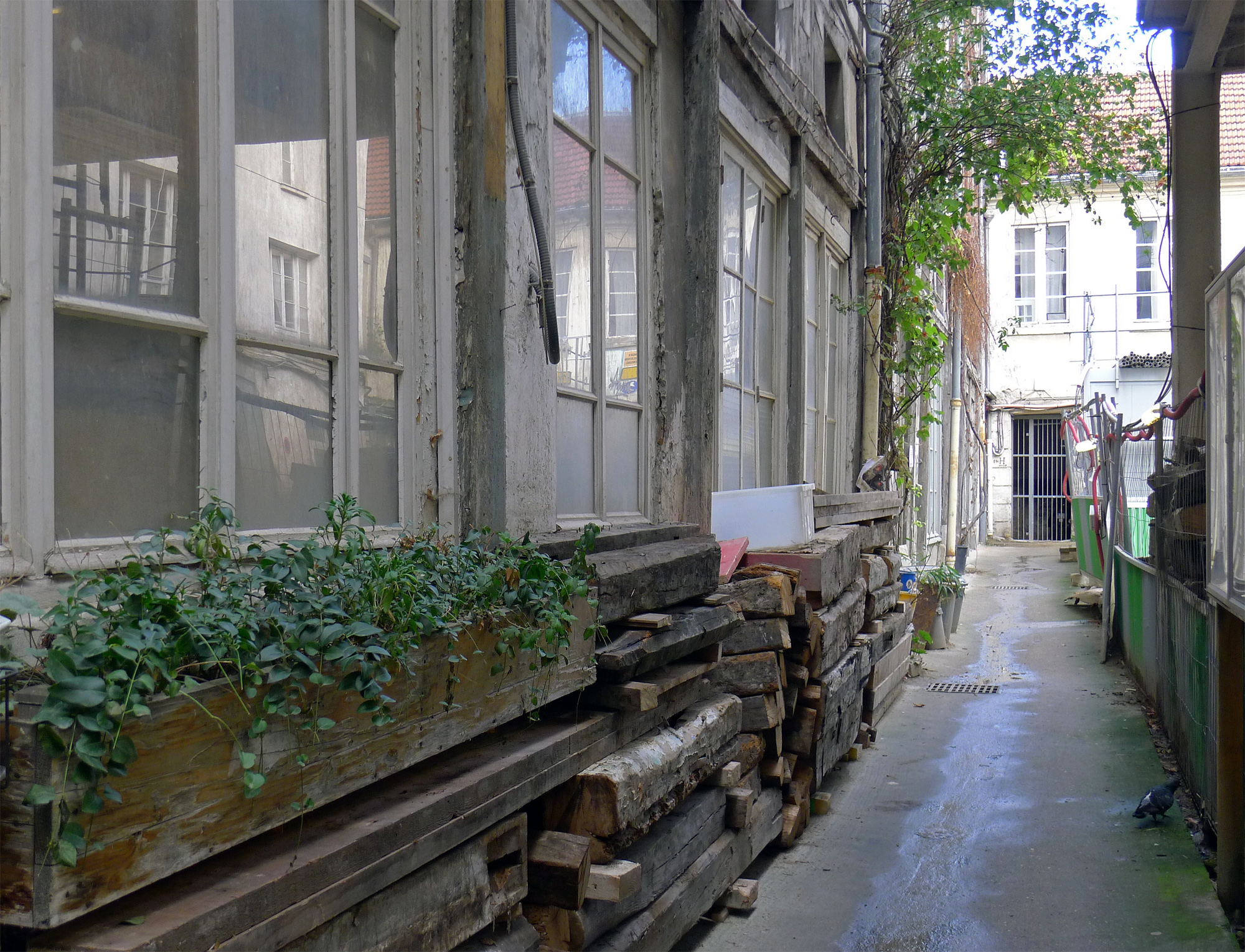
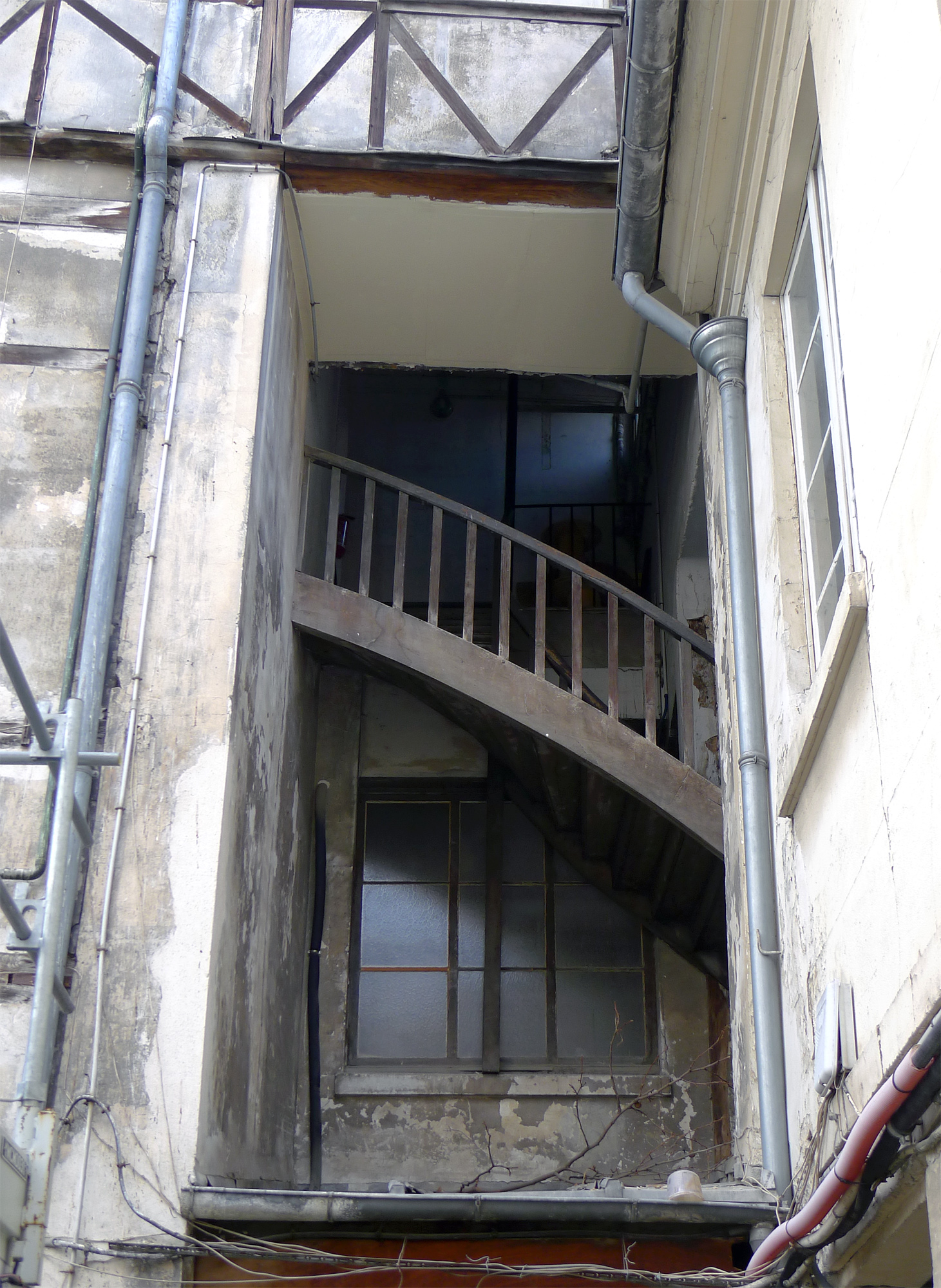
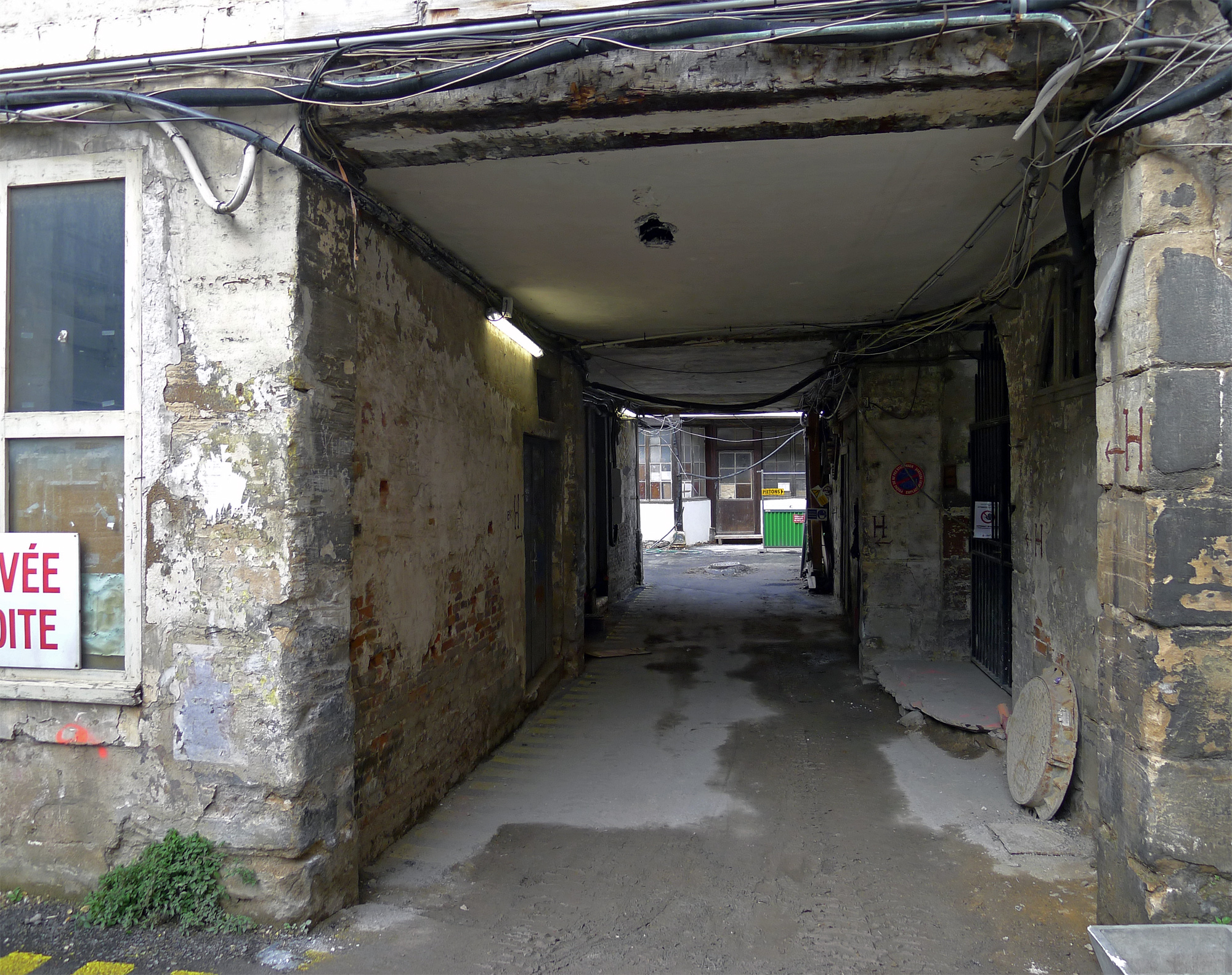
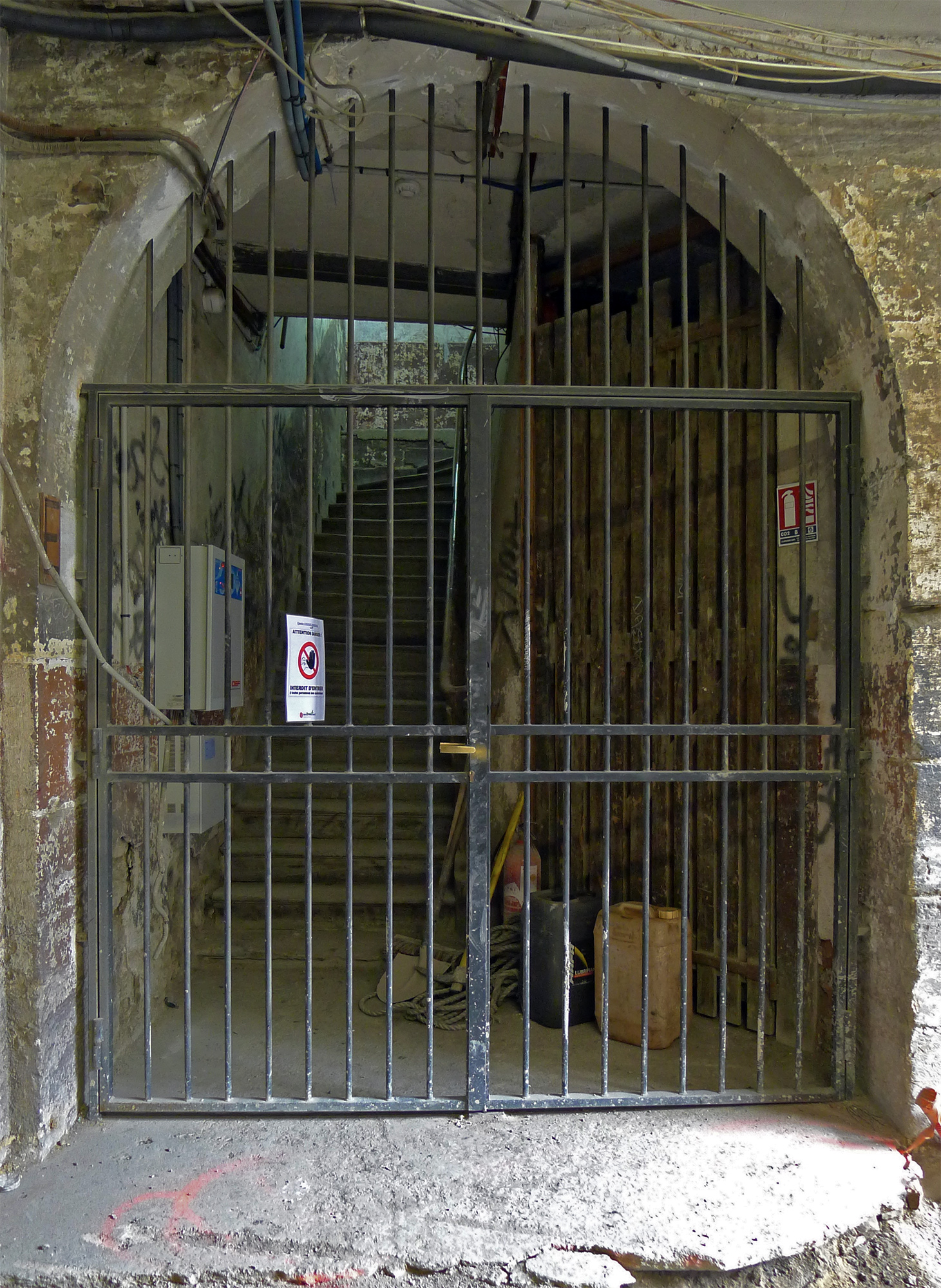
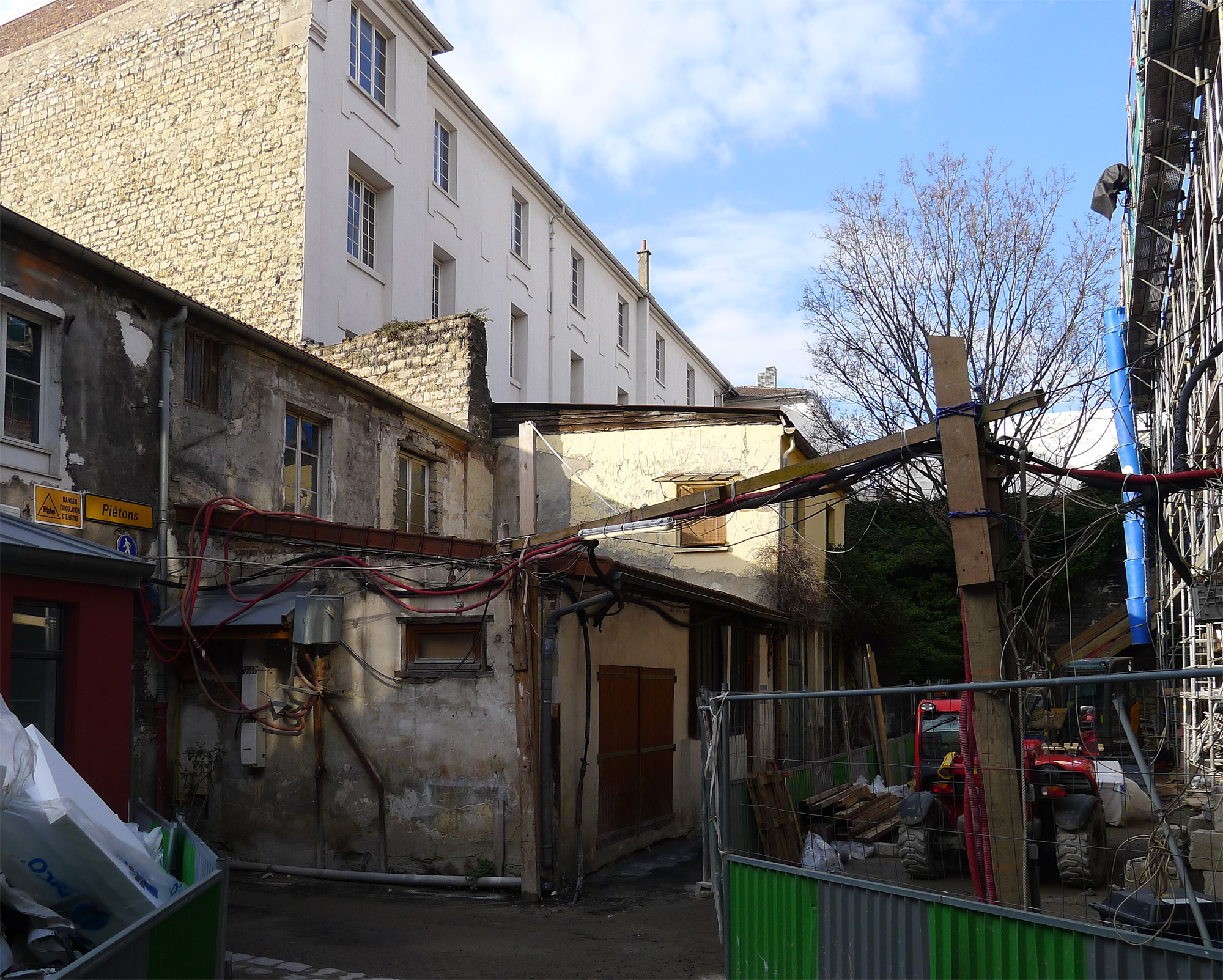

Es en el primer patio donde se ubican los edificios más antiguos, con sus fachadas de entramado de madera con losas de yeso y la escalera de madera que data del XIX.
El segundo patio parece el más precario, parece fuera de tiempo con sus pequeños y descoloridos edificios de dos pisos que datan de 1853. En esta configuración, la planta baja servía de taller y establo, y el primer piso de vivienda.
Finalmente, el tercer patio alberga un edificio con entramado de madera revestido de ladrillos (antigua central eléctrica, que data de 1902), así como una serie de edificios bajos.

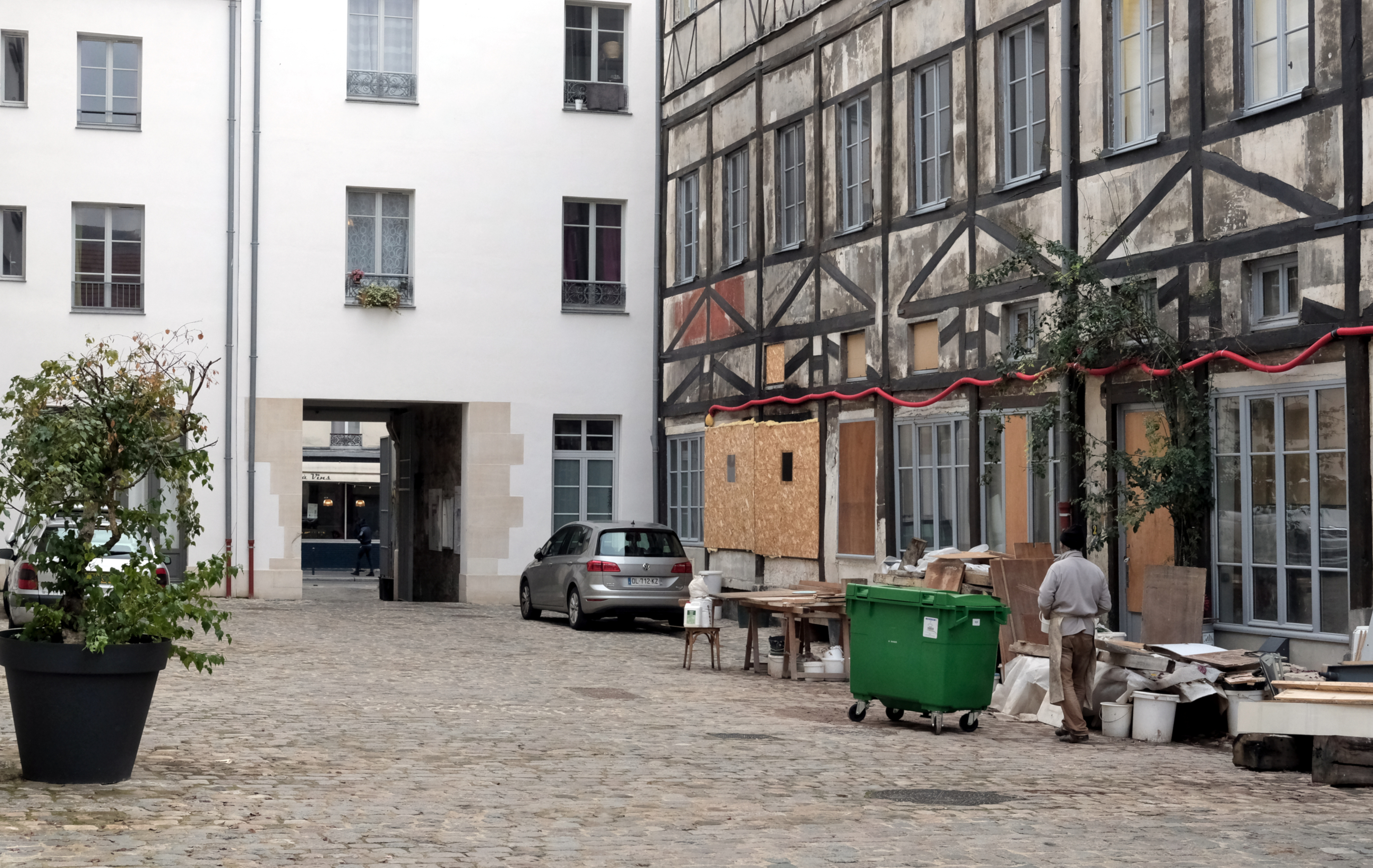
Primera corte.
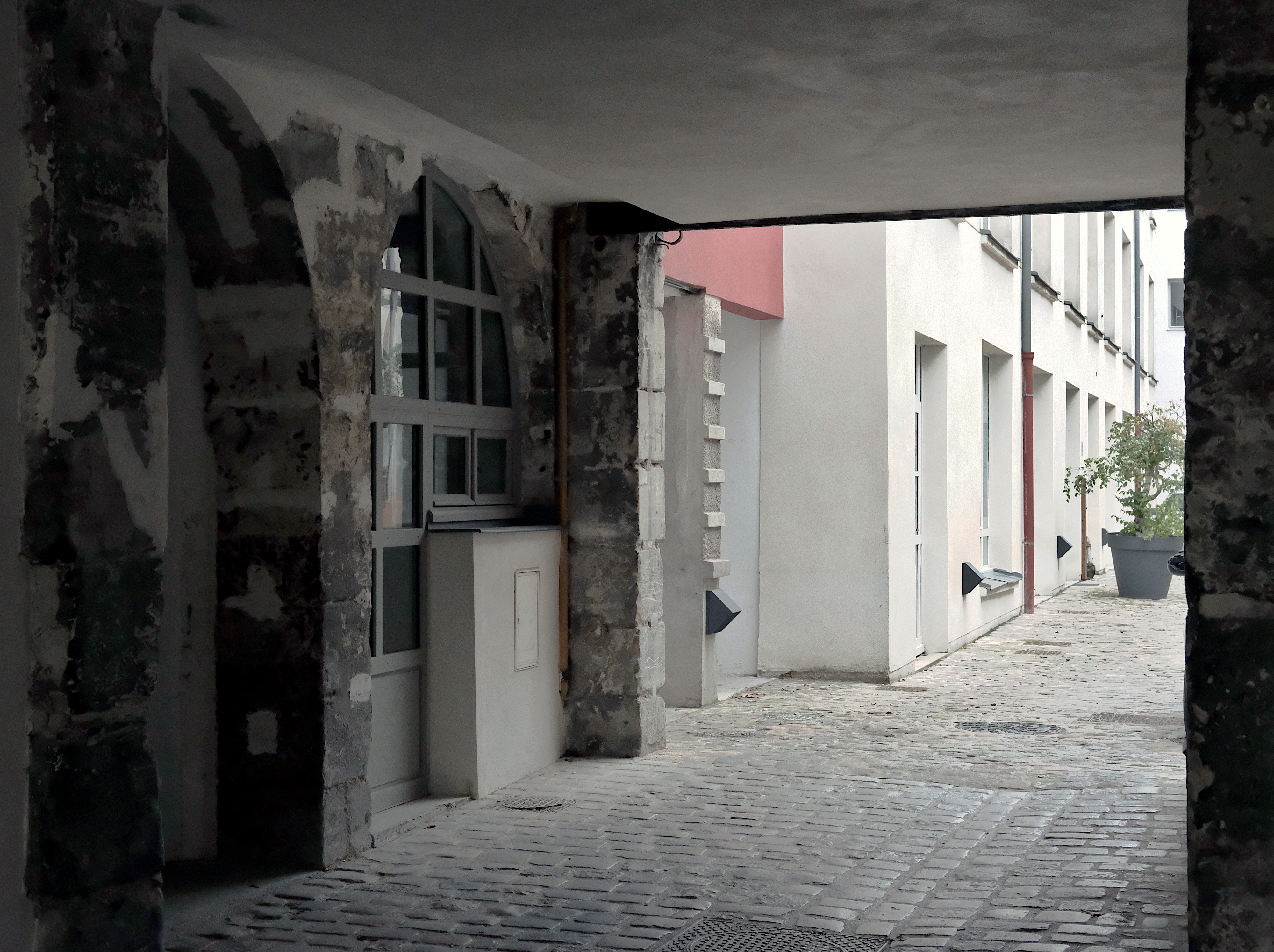
Pasaje entre los cursos n°1 y n°2.
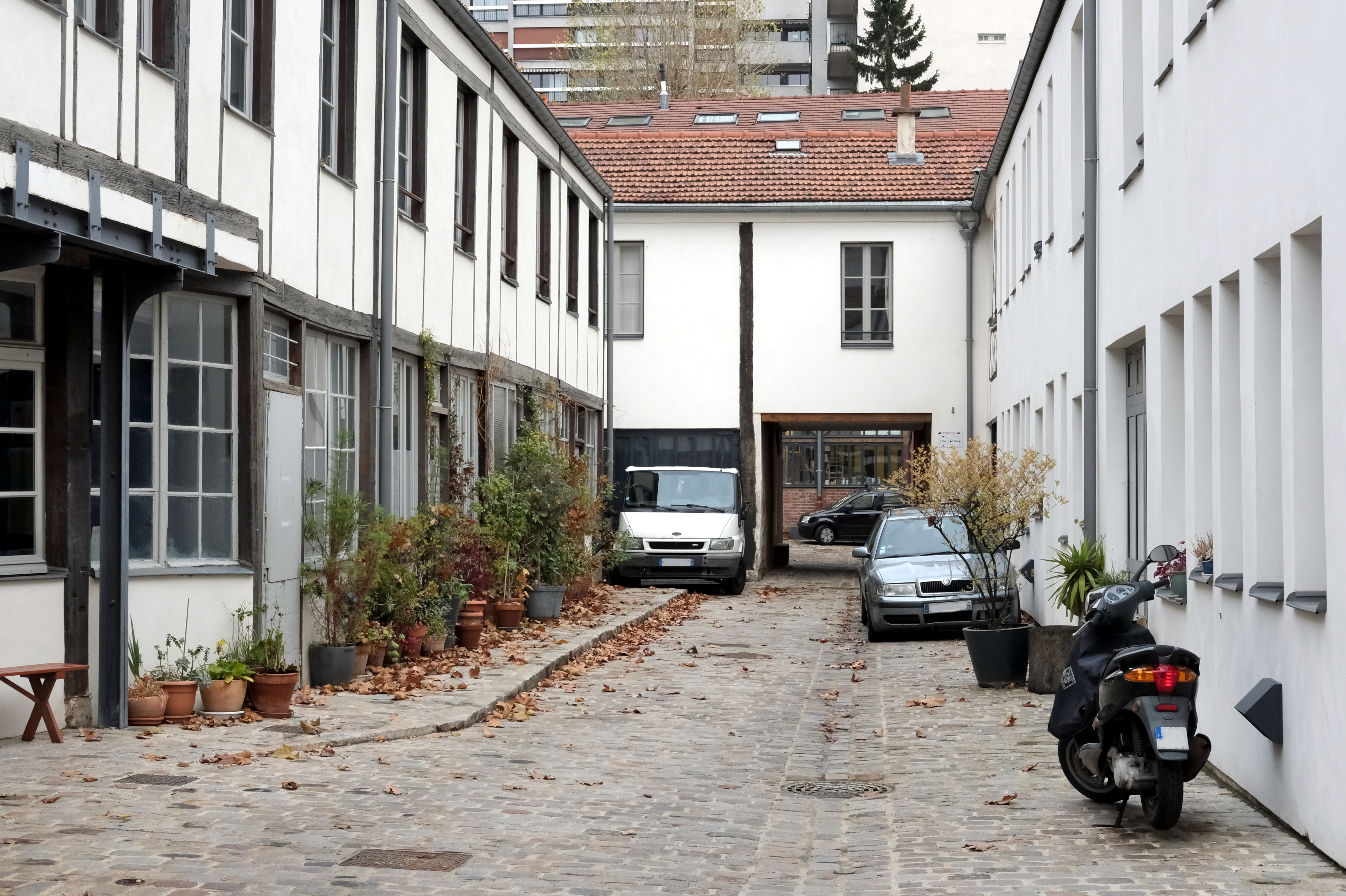
Segundo patio.
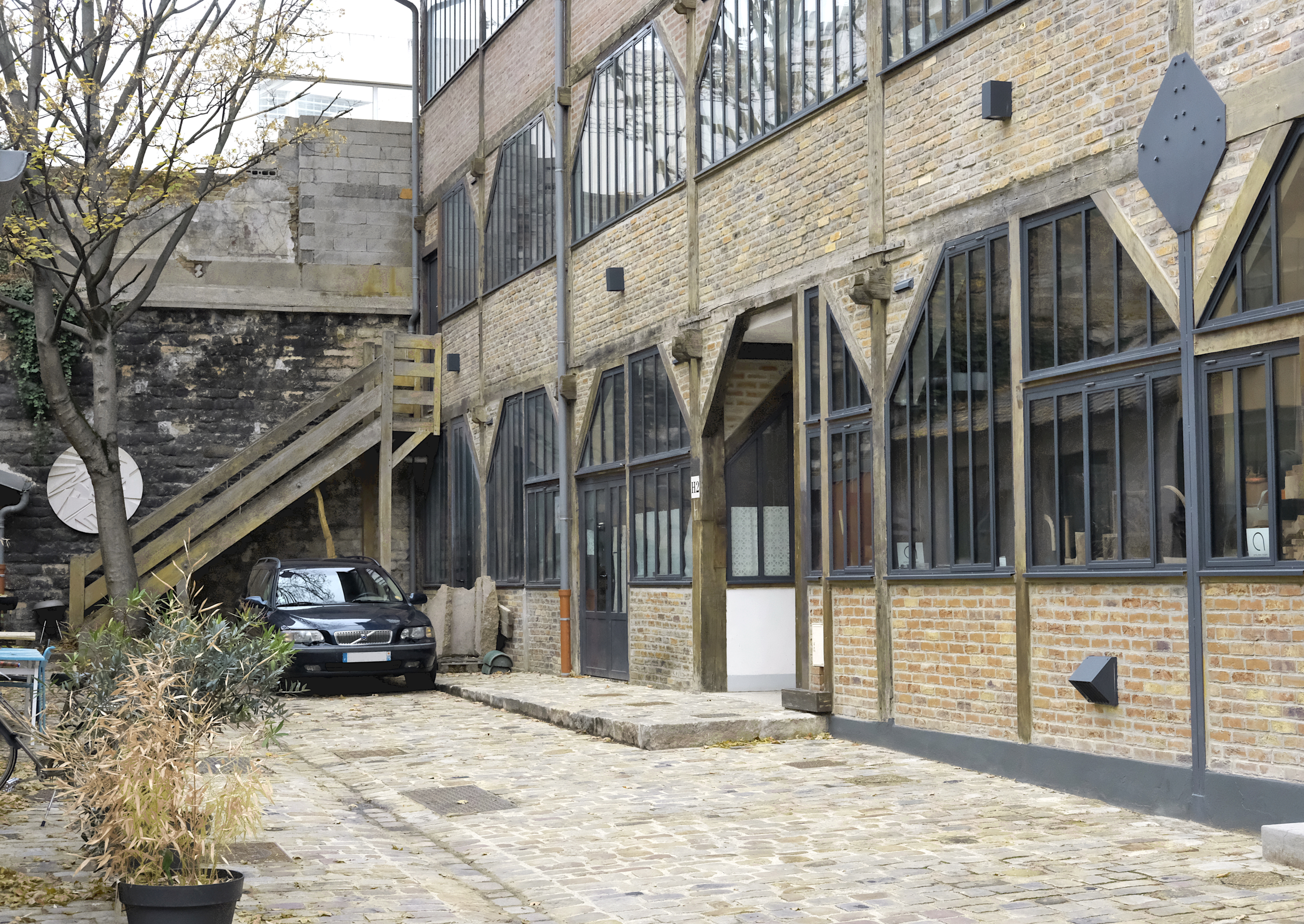
Tercer tribunal.